# David P. Reed
David Patrick Reed (* 31. Januar 1952 in Massachusetts) ist ein US-amerikanischer Informatiker, der für eine Reihe bedeutender Beiträge zu Computernetzwerken und drahtlosen Kommunikationsnetzen bekannt ist.
Von 2003 bis 2010 war Reed außerordentlicher Professor am MIT Media Lab, wo er einer der Leiter der Viral Communications Group und des Communication Futures-Programms war. Derzeit ist er Senior Vice President der Chief Scientist Group bei SAP Labs.
Er ist einer von sechs Hauptarchitekten des Croquet-Projekts (zusammen mit Alan Kay, Julian Lombardi, Andreas Raab, David A. Smith und Mark P. McCahill) und Mitglied des Beirats von TTI/Vanguard.

## Beiträge zur Informatik
Seine Dissertation am Massachusetts Institute of Technology (MIT) beschreibt im September 1978 erstmals die Multiversion Concurrency Control (MVCC). MVCC ist eine Parallelitätssteuerungsmethode, die häufig von Datenbankverwaltungssystemen verwendet wird, um konkurrierende Zugriffe auf eine Datenbank möglichst effizient auszuführen, ohne zu blockieren oder die Konsistenz der Datenbank zu gefährden.
Reed war an der frühen Entwicklung von TCP/IP beteiligt und war der Designer des User Datagram Protocol (UDP), obwohl er diesen Titel „ein wenig peinlich“ findet.
Er war einer der Autoren des 1984 veröffentlichten ursprünglichen Papiers über das End-to-End-Prinzip, End-to-End – Argument in System – Design.
Er ist auch bekannt für das Reedsche Gesetz und die These, dass der Nutzen großer, insbesondere sozialer Netzwerke, exponentiell mit der Größe des Netzwerks skalieren kann. Dies wurde erstmals in „The Law of the Pack“ veröffentlicht.